# Idioma purari
El idioma purari (en ocasiones conocido como idioma namau) es un idioma perteneciente a la familia de las lenguas papúes de Papúa Nueva Guinea.

## Nombres
Purari también se conoce como Koriki, Evorra, I'ai, Maipua y Namau. "Namau" es un término colonial que significa "sordo (literalmente), o desatento". Hoy en día, la gente del delta del Purari encuentra este término ofensivo. FE Williams informa que "Un intérprete sugiere que por algún malentendido el nombre tuvo su origen en la desesperación de uno de los primeros misioneros, quien, al encontrar que los nativos hicieron oídos sordos a sus enseñanzas, los apodó a todos 'Namau'". Koriki, I'ai y Maipua se refieren a grupos autodefinidos que componen los seis grupos que hoy componen las personas que hablan Purari. Junto con los Baroi (anteriormente conocidos como Evorra, que era el nombre de un sitio de aldea), Kaimari y Vaimuru, estos grupos hablan dialectos purari mutuamente inteligibles.
El nombre Baimuru (después de Baimuru Rural LLG) se da en Petterson (2019).

## Literatura
Existe algo de literatura en idioma Purari, principalmente porciones de las Escrituras producidas por misioneros y agencias bíblicas. Los primeros artículos en el idioma fueron una cartilla e himnario publicados para la Sociedad Misionera de Londres en el año 1902. Más tarde, la Sociedad Bíblica Británica y Extranjera publicó en el año 1920 un Nuevo Testamento, llamado 'Ene amua Iesu Keriso onu kuruei voa Nawawrea Eire', que se volvió a publicar en el año 1947.

## Clasificación
Al señalar que las pocas similitudes con las lenguas elemanas pueden deberse a préstamos, Pawley y Hammarström (2018) lo dejan como sin clasificar en lugar de como parte de Trans-Nueva Guinea.

## Pronombres
Los pronombres son 1sg nai, 2sg ni, 1pl enei . El primero puede parecerse a las lenguas trans-neoguineanas* na, pero el idioma Purari parece estar relacionado con las lenguas binanderean-goilalan.

## Fonología
A diferencia de la mayoría de las otras lenguas papúes vecinas, eñ idioma Purari (Baimuru) no es tonal.

## Vocabulario
Las siguientes palabras de vocabulario básico son de Franklin (1973), como se cita en la base de datos de otros idiomas pertenecientes al grupo de las lenguas trans-neoguineanas:

## Otras lecturas
- Holmes, J. H. (January–June 1913). «A Preliminary Study of the Namau Language, Purari Delta, Papua». Journal of the Royal Anthropological Institute (Royal Anthropological Institute of Great Britain and Ireland) 43: 124-142. doi:10.2307/2843165.
- Williams, F.E. (1924). The natives of the Purari Delta. Port Moresby: Government Printer.
- Kairi, T. y John Kolia. 1977. Notas del lenguaje Purari. Historia oral 5 (10): 1–90.